# Gare de Timezrit-Ilmaten
La gare de Timezrit-Ilmaten est une gare ferroviaire algérienne située sur le territoire de la commune de Timezrit, dans la wilaya de Béjaïa.

## Situation ferroviaire
La gare de Timezrit-Ilmaten est située dans le nord-est de la commune de Timezrit, sur la ligne de Beni Mansour à Béjaïa, où elle est précédée de la gare de Lotta et suivie de celle d'El Kseur-Oued Amizour.

## Service des voyageurs

### Desserte
La gare de Timezrit-Ilmaten est desservie par les trains régionaux des liaisons Alger - Béjaïa et Beni Mansour - Béjaïa.